# دهیدرو
دهیدرو یا اُوی‌اُ هیدرو (انگلیسی: OVO Hydro) یا (The Hydro) یک میدان سرپوشیده چندمنظوره در پردیس مرکز نمایشگاهی و همایشی در گلاسکو، اسکاتلند است.این عرصه به‌طور رسمی در ۳۰ سپتامبر ۲۰۱۳ با کنسرتی توسط راد استوارت افتتاح شد.[۴] در ابتدا «The Hydro» برگرفته از حامی اصلی پروژه آن «هیدرو الکتریک اسکاتلند» نامگذاری شد.[۲] این عرصه تا اکتبر ۲۰۲۱ با نام «The SSE Hydro» شناخته می‌شد؛ زمانی که اعلام شد که نام آن به «OVO Hydro» تغییر می‌کند؛ برگرفته از حامی جدید آن «OVO Energy»، به‌منظور تمرکز بر پایدارتر کردن عرصه.

## فعالیت
سالن OVO Hydro در مجاورت مرکز SEC و SEC Armadillo واقع شده‌است و میزبان ستاره‌های موسیقی بین‌المللی، رویدادهای سرگرمی و ورزشی جهانی است. با حداکثر ظرفیت ۱۴۳۰۰ و با هدف جذب یک میلیون بازدید کننده در هر سال.[۴] پیش از افتتاح Aberdeen's P&J Live در سال ۲۰۱۹ و پنجمین مکان بزرگ در بریتانیا این عرصه بزرگ‌ترین مکان تفریحی در اسکاتلند بود،

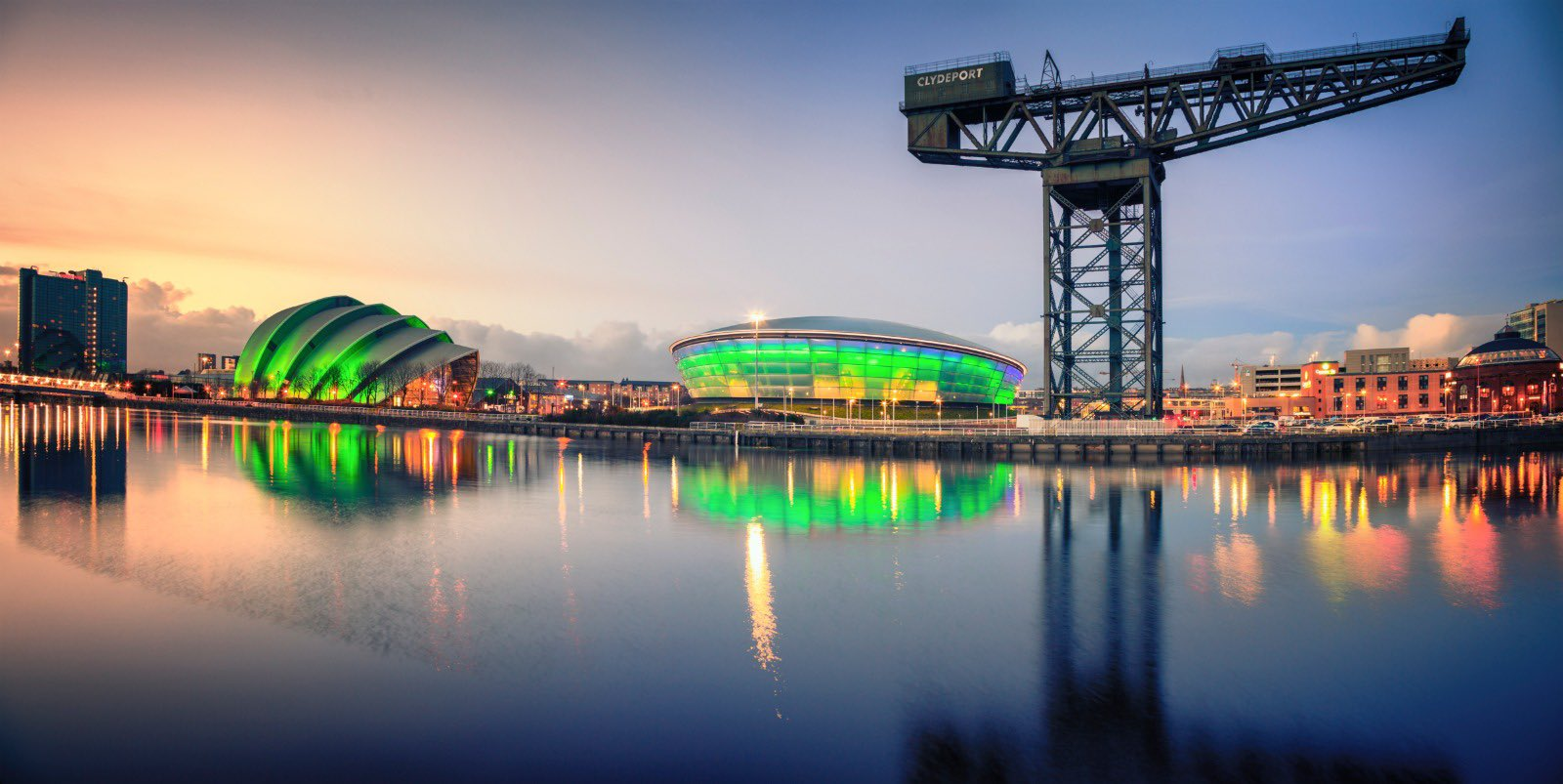
SEC Armadillo (left) and OVO Hydro lit green for the کنفرانس تغییرات اقلیمی سازمان ملل متحد ۲۰۲۱